# Sony Xperia Z
Il Sony Xperia Z è uno smartphone di fascia alta basato su sistema operativo Android. Progettato e prodotto da Sony è stato lanciato nel 2013 al Consumer Electronics Show e commercializzato, in Italia, nel marzo dello stesso anno. Sono state progettate due versioni dell'Xperia Z: una con nome in codice Sony C6603, dotato di tecnologia LTE e l'altra con nome in codice Sony C6602, senza tecnologia LTE. L'Xperia Z ha un display touch da 5" che adotta Mobile Bravia Engine 2 che ottimizza l'immagine, un processore quad-core Qualcomm Snapdragon S4 Pro da 1,5 GHz, una fotocamera principale da 13.1 mega-pixel, uscita HDMI via MHL, 2 GB di RAM e 16GB di memoria interna (espandibile fino a 128GB con micro SD).
Lo Smartphone ha ricevuto l'aggiornamento a 4.4.4 KitKat, nel maggio 2014. Successivamente è stato aggiornato a Lollipop 5.0 nel maggio 2015.
Sony, ha annunciato nel mese di giugno, che a partire da agosto 2015 tutta la Serie Z verrà aggiornata alla nuova release Android Lollipop 5.1
È inoltre resistente ad acqua e polvere secondo gli standard International Protection IP55 ed IP57.
Nell'ottobre 2013, è uscito il suo successore: Sony Xperia Z1.